# Wilhelm Kraft (Politiker, 1892)
Wilhelm Kraft (* 30. April 1892 in Niederelsungen; † 19. März 1962) war ein deutscher Politiker (FDP) und ehemaliger Abgeordneter des Hessischen Landtags.
Wilhelm Kraft machte nach der Primareife eine Bankausbildung. 1914 bis 1918 leistete er Kriegsdienst. Nach dem Ersten Weltkrieg war er bis 1932 als Bankbevollmächtigter tätig. Nachdem die Bank im Rahmen der Deutschen Bankenkrise zusammengebrochen war, schied er aus dem Bankdienst aus und machte eine Bäckerlehre. 1937 legte er die Meisterprüfung ab und betrieb seitdem seine eigene Bäckerei. Er war stellvertretender Landesinnungsmeister und hatte andere Ehrenämter inne. Am 5. August 1940 beantragte Kraft die Aufnahme in die NSDAP und wurde zum 1. Oktober desselben Jahres aufgenommen (Mitgliedsnummer 8.210.543). Wilhelm Kraft war nach 1945 Mitglied der FDP und vom 1. Dezember 1954 bis zum 30. November 1958 Mitglied des Hessischen Landtags.